# ゲーリングのグリーンフォルダー

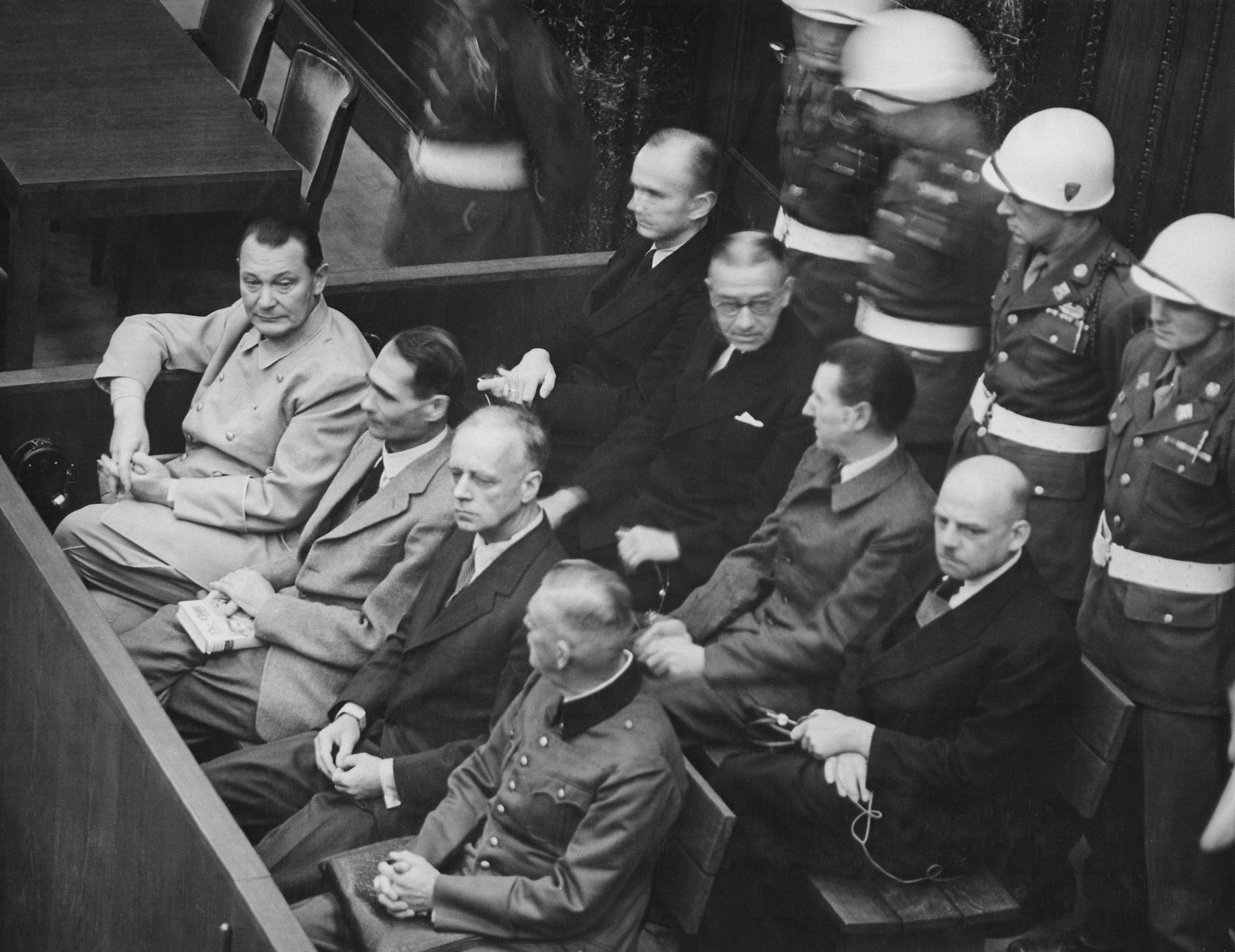
ニュルンベルク裁判でのゲーリング（最前列、左端）

「グリーンフォルダー」とは、ニュルンベルク裁判で提示されたナチス・ドイツ国家元帥ヘルマンゲーリングに属する文書を指す。これは、征服されたソビエト連邦の経済的搾取のための主要な政策指令であった。この文書の意図するところにより、何百万人ものスラブ人を餓死させたが、これはホロコースト計画の一環として起こったものである。ナチスによって捕らえられたソビエト兵士への不作為とソビエト連邦占領地における食料の収奪は莫大な死亡率につながった。これは、ソビエト検察庁の開示文書10でも知ることができる。

## オルデンブルク計画
計画「オルデンブルク」（ゲーリングの「グリーンフォルダー」）は、ソビエト連邦への計画された攻撃の経済サブセクションのコードネームであった。
ヒトラーは、ソ連への侵攻を命じた総統指令21号を発した後、ゲーリングに東方の征服地の将来的な開発計画を立てるよう指示した。ゲーリングの指導の下、ヴィスワとウラルの間にあるすべての原材料の在庫と大規模な工業企業を帝国のために押収することを含む「オルデンブルク」と呼ばれる計画が作られた。この計画では、最も価値のある製造設備は帝国に送られ、ドイツに送られないものは破壊されることになっていた。ソ連のヨーロッパ地域は、経済的に分散化され、ドイツの農業の付属物となるであろう。
元の計画は1941年3月1日の秘密会議で承認され（プロトコル1317-PS）、次の2か月で計画は詳細に具体化され、1941年4月29日に最終的に採択された（プロトコル秘密会議1157-PS）。 「オルデンブルク」計画を調整するために本部が設立された。
計画によると、ソ連で占領される地域は、北方軍集団（レニングラード）、中央軍集団センター（モスクワ）、南方軍集団（キエフ）所属の3つとコーカサス（バクー）用、予備役1つの計5つの経済監区に分けられ、23人の経済司令官と12の事務所が置かれることになっていた。
1941年5月8日、この計画に基づいて「占領された東部地域のすべての帝国委員への共通の指示」が採択された（文書1029-PS、1030-PS）。

## 飢餓計画

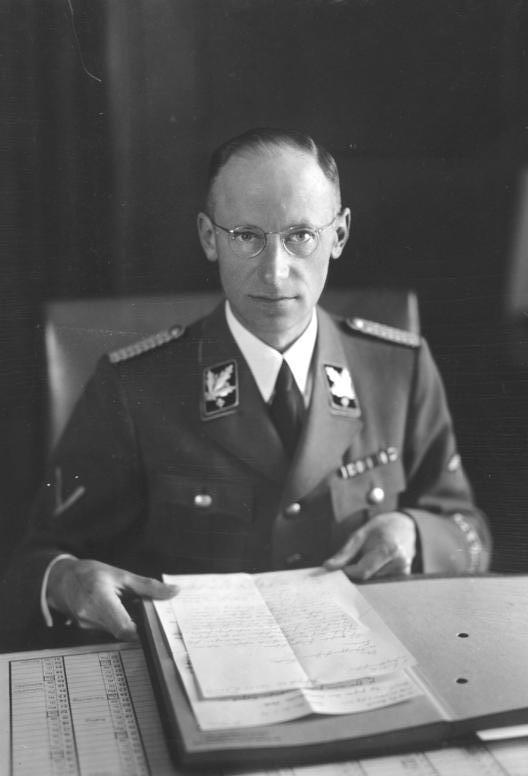
ヘルベルト・バッケ

ヘルベルト・バッケの飢餓計画に従って、占領地での食料の収奪を組織するために別の委員会が組織された。 1942年までに、ソビエト国民の必要性は考慮せずに、ドイツ軍がソビエト連邦の資源によって完全に養われることを確実にすることが任務であった。
ドイツ国防軍ヴィルヘルム・カイテル最高司令部長の命令（1941年6月16日付け）に従って、ソ連占領地の主な経済的課題は、ドイツの戦時経済に有利な地域、特に食料と石油の分野」のための「占領下の即時かつ完全な搾取」と説明された。
「オルデンブルク」本部を直接監督しているゲーリングは、次のように書いている。
東部では、略奪と劫掠を効果的に行うつもりです。東部のドイツに適しているかもしれないすべてのものは、抽出されてすぐにドイツに持ち込まれなければなりません。
ソビエト連邦に対するドイツのキャンペーンが始まった直後の1941年7月15日、彼は「グリーンフォルダー」に次のように書いた。
占領地の利用は、主に食料と石油の経済分野で行われるべきである。ドイツにできるだけ多くの食糧と石油をもたらすこと、それがこの作戦の主要な経済目標である。
当初、ドイツ軍指導部は、戦争中はソ連の産業を再建する必要も、天然資源を利用する必要もなく、倉庫にある完成品と原材料だけを押収する政策で十分だと考えていた。
その後、産業や鉱山の安全を確保するための会計処理と、占領地の文民行政の確立が行われた。戦争が急速に終結すると期待された事態が実現せず、ドイツが人員、装備、武器の面で大きな損失を被ると、既存の在庫は急速に枯渇しはじめた。ドイツ指導部は、戦争中に占領地の経済的利用計画を緊急に策定し始めた。そのため、ドイツ指導部はオルデンブルク計画の実施が不適当であることを認識し、その実施を断念せざるを得なかった。
戦争終結後、スタッフオル・デンブルクの活動はニュルンベルク裁判で検討と非難の対象となった。

## 参照
- AA線
- 東部総合計画
- バルバロッサ作戦
- 東部占領地域-特にエリア内に隣接生存圏の領土
- 第二次世界大戦